# Oberasbach
Oberasbach è una città tedesca di 17 807 abitanti, situata nel land della Baviera.

## Amministrazione

### Gemellaggi
- Riolo Terme